# Mikołaj Małecki
Mikołaj Małecki (ur. 15 stycznia 1986 w Częstochowie) – polski prawnik, karnista, doktor habilitowany nauk społecznych w dyscyplinie nauki prawne, profesor Uniwersytetu Jagiellońskiego, prezes Krakowskiego Instytutu Prawa Karnego, popularyzator wiedzy o prawie, twórca i redaktor bloga Dogmaty Karnisty.

## Wykształcenie
W latach 2002–2005 uczęszczał do IX Liceum Ogólnokształcącego im. C.K. Norwida w Częstochowie. W 2010 na Uniwersytecie Jagiellońskim uzyskał tytuł magistra prawa, broniąc pracy magisterskiej Problem „bezpośredniego” zmierzania do dokonania czynu zabronionego na gruncie art. 13 § 1 k.k. Należał do Towarzystwa Biblioteki Słuchaczów Prawa UJ (2007–2013), prowadząc w czasie studiów regularne zajęcia z prawa karnego. Na Uniwersytecie Papieskim Jana Pawła II w Krakowie uzyskał w 2010 tytuł licencjata filozofii na podstawie pracy Mojra w myśli przedsokratejskiej. W 2013 uzyskał na UJ stopień doktora nauk prawnych na podstawie pracy Odpowiedzialność karna za przygotowanie do przestępstwa. Analiza dogmatyczna na gruncie polskiego kodeksu karnego z 1997 r. napisanej pod kierunkiem Andrzeja Zolla (recenzentami pracy byli prof. Włodzimierz Wróbel i prof. Agnieszka Liszewska). W 2020 uzyskał stopień doktora habilitowanego nauk społecznych w dyscyplinie nauki prawne za monografię: Przypisanie winy. Podstawy teorii ekskulpantów.

## Działalność naukowa
Od 2013 zawodowo związany z Katedrą Prawa Karnego UJ jako asystent (2013–2016), adiunkt (2016–2025) i profesor (od 2025). Pełnił bądź pełni szereg funkcji na uczelni, m.in. rzecznika dyscyplinarnego Rektora UJ ds. nauczycieli akademickich (od 2021), a wcześniej ds. studentów i doktorantów (2016–2020), członka zespołu wdrażającego ustawę o szkolnictwie wyższym i nauce na Wydziale Prawa i Administracji UJ (2018–2019) oraz sekretarza zespołu ds. reformy studiów prawniczych przy Dziekanie WPiA UJ (2019–2024).
Opublikował kilkaset tekstów poświęconych prawu karnemu, między innymi w takich czasopismach i wydawnictwach naukowych jak: Cambridge University Press, Wolters Kluwer Polska, C.H. Beck, „Państwo i Prawo”, „Orzecznictwo Sądów Polskich”, „Ruch Prawniczy, Ekonomiczny i Socjologiczny”.
Redaktor prowadzący, sekretarz (2015–2020), a od 2020 redaktor „Czasopisma Prawa Karnego i Nauk Penalnych”, redaktor prowadzący „Przeglądu Konstytucyjnego” (2017-2021), współzałożyciel oraz redaktor naczelny rocznika „Racjonalia. Z punktu widzenia humanistyki” (2011–2017), redaktor tematyczny czasopisma „Paragraf na Drodze” (2012-2020), redaktor naczelny czasopisma popularyzującego wiedzę o prawie „Karne24.com” (od 2017).
Od 2014 jest prezesem Krakowskiego Instytutu Prawa Karnego Fundacja. Kieruje pracami wydawnictwa naukowego uwzględnionego w wykazie wydawców naukowych Ministerstwa Nauki i Szkolnictwa Wyższego (poziom I). Był współautorem szeregu ekspertyz opublikowanych w ramach działalności KIPK.
Jego zainteresowania naukowe obejmują podstawowe zagadnienia odpowiedzialności karnej (wina, formy popełnienia przestępstwa), filozoficzne i teoretyczne zagadnienia prawa karnego.

## Działalność publiczna
Małecki jest popularyzatorem wiedzy o prawie, publicystą, komentatorem bieżących zagadnień prawnych. Od 2012 prowadzi blog „Dogmaty Karnisty”, od 2015 stronę na Facebooku pod tą samą nazwą, a od 2018 portal „Dogmaty Karnisty” w formie czasopisma internetowego.
Regularnie wypowiadał się o prawie karnym w mediach, m.in.: TVN24, Fakty (TVN), Polsat News, Tok FM, Dziennik Gazeta Prawna, „Rzeczpospolita”, Gazeta Wyborcza, Gazeta.pl, OKO.press, Interia.pl, Onet.pl, Wirtualna Polska.
15 czerwca 2019 Ministerstwo Sprawiedliwości kierowane przez Zbigniewa Ziobrę zapowiedziało, że pozwie Małeckiego wraz z innymi karnistami z Uniwersytetu Jagiellońskiego za treść ekspertyzy naukowej do projektu zmian w prawie karnym. Na stronie internetowej Ministerstwa wskazywano, że naukowcy będą pozwani „za kłamstwo”. Zapowiedź pozwu była komentowana w mediach, wywołała reakcję środowiska naukowego i opinii publicznej. Po dwóch dniach, 17 czerwca 2019, Ministerstwo, w wyniku interwencji Jarosława Kaczyńskiego, wycofało się z chęci złożenia pozwu.
W dwóch ekspertyzach KIPK Małecki wraz z karnistami z UJ wskazywał m.in., że uchwalona w Sejmie 16 maja 2019 nowelizacja prawa karnego zawiera liczne błędy i absurdy, prowadzi też do depenalizacji (uchylenia karalności) jednego z czynów pedofilskich polegającego na doprowadzeniu małoletniego do lat 15 do obcowania płciowego. Minister Sprawiedliwości Zbigniew Ziobro na konferencji prasowej zwołanej z powodu ekspertyzy KIPK informował, że zawiera ona „kłamstwa dotyczące kar za pedofilię”. Jednak w Senacie z inicjatywy klubu Prawo i Sprawiedliwość przyjęto poprawkę cofającą skutki uchwalonego przepisu, za poparciem Ministerstwa Sprawiedliwości.
Małecki był jednym z sygnatariuszy listu 158 przedstawicieli nauk penalnych do Prezydenta Rzeczypospolitej Polskiej Andrzeja Dudy, w którym apelowano o zawetowanie nowelizacji prawa karnego uchwalonej 13 czerwca 2019 z powodu jej sprzeczności z Konstytucją Rzeczypospolitej Polskiej. Na niekonstytucyjność ustawy wskazywał we wcześniejszych ekspertyzach kierowany przez Małeckiego Krakowski Instytut Prawa Karnego. Prezydent skierował nowelizację do Trybunału Konstytucyjnego, co było komentowane m.in. przez polityków. Trybunał Konstytucyjny 14 lipca 2020 uznał, że nowelizacja jest w całości sprzeczna z Konstytucją i nie weszła ona w życie.
W 2020 Małecki wraz z karnistami z UJ informował, że nowelizacje prawa karnego zawarte w tzw. antycovidowej Tarczy 4.0 prowadzą do zaostrzenia kar za wiele przestępstw, m.in. nielegalną aborcję czy nieumyślne błędy medyczne. W odpowiedzi Ministerstwo Sprawiedliwości oświadczyło, że „wobec Faktów TVN i portalu Gazeta.pl podjęte zostaną odpowiednie kroki prawne”: pozew ministra sprawiedliwości przeciwko redaktorowi naczelnemu portalu TVN24.pl w sprawie sprostowania został prawomocnie oddalony w całości przez Sąd Apelacyjny w Warszawie. Wiceminister Marcin Warchoł zarzucił Małeckiemu „perfidne i cyniczne kłamstwo” dotyczące znowelizowanego art. 37a kodeksu karnego, a w wypowiedzi prasowej stwierdził, że karnista „kłamie i wprowadza opinię publiczną w błąd”, do czego Małecki odniósł się w wywiadzie. Zaostrzenie kar w związku z wejściem w życie Tarczy 4.0 spotkało się ze sprzeciwem środowisk medycznych, m.in. Naczelnej Izby Lekarskiej.
Małecki krytykował prawne aspekty wyborów kopertowych zarządzonych na 10 maja 2020, które się nie odbyły. Wyrażał też wątpliwości co do ważności wyborów prezydenckich, które odbyły się 28 czerwca 2020, wskazując na brak podstawy prawnej do ich zarządzenia oraz niepewny status sędziów decydujących o ich ważności, wynikający z kryzysu wokół Sądu Najwyższego w Polsce.
Małecki był sygnatariuszem apelu 173 przedstawicieli nauk penalnych do Prezydenta Andrzeja Dudy o zawetowanie nowelizacji prawa karnego, uchwalonej 7 lipca 2022, w którym wskazywano, że nowelizacja cofa polskie prawo karne do czasów PRL.

## Nagrody i wyróżnienia
Stypendysta Ministra Nauki i Szkolnictwa Wyższego: stypendium dla wyróżniających się studentów w 2009 oraz stypendium dla wybitnych młodych naukowców (2019–2022).
Laureat 9. miejsca w rankingu 50 najbardziej wpływowych prawników w Polsce w 2019 oraz 41. w 2020, ogłaszanym przez „Dziennik Gazetę Prawną”.
Finalista konkursu Popularyzator Nauki 2019 serwisu PAP, Nauka w Polsce i Ministerstwa Nauki i Szkolnictwa Wyższego.
Jego książka Przygotowanie do przestępstwa. Analiza dogmatycznoprawna została wyróżniona w konkursie Wolters Kluwer i Przeglądu Sądowego na książkę prawniczą najbardziej przydatną w praktyce wymiaru sprawiedliwości (2018).
Wielokrotnie wyróżniany za wysoką jakość pracy dydaktycznej na UJ oraz przez Rektora UJ za osiągnięcia naukowe i organizacyjne.

## Wybrane publikacje książkowe
- Mikołaj Małecki: Przygotowanie do przestępstwa. Analiza dogmatycznoprawna. Warszawa: Wolters Kluwer, 2016, s. 397. ISBN 978-83-264-9926-5.
- Mikołaj Małecki: Przypisanie winy. Podstawy teorii ekskulpantów. Kraków: Krakowski Instytut Prawa Karnego Fundacja, 2019, s. 287. ISBN 978-83-953835-0-2.
- Mikołaj Małecki, Daniel Kwiatkowski: Restrykcje stanu epidemii. Kraków: Krakowski Instytut Prawa Karnego Fundacja, 2020, s. 82. ISBN 978-83-953835-8-8.
- Mikołaj Małecki, Marek Sławiński: Guilt in Criminal Law: Guilt in Us or in the Stars?. W: Bartosz Brożek, Jaap Hage, Nicole Vincent: Law and Mind. A Survey of Law and the Cognitive Sciences. Cambridge: Cambridge University Press, 2021, s. 289-316. DOI: 10.1017/9781108623056.014. ISBN 978-1-108-48600-2.